# Fritz von Babo
Fritz von Babo, vollständiger Name: Fritz Freiherr von Babo, (* 22. September 1901 in Mannheim; † 25. Dezember 1963 in Karlsruhe) war ein deutscher Agrarwissenschaftler und Hochschullehrer für Agrarökonomie an der Landwirtschaftlichen Hochschule Hohenheim.

## Leben und Wirken
Fritz von Babo entstammte dem alten Adelsgeschlecht Babo. Er studierte in Hohenheim Landwirtschaft und war seit 1923 Mitglied der Landsmannschaft Württembergia Hohenheim. Er promovierte in Hohenheim zum Dr. agr., erwarb die Venia Legendi in Ökonomie und wirkte ab Anfang der 1930er Jahre als Privatdozent. Sein Hauptarbeitsgebiet war von Anfang an die landwirtschaftliche Betriebslehre. Aus ihrer Sicht befasste sich Babo im Institut für Wirtschaftslehre des Landbaues mit dem Hohenheimer Umtriebsweidesystem, vor allem aber mit betriebsstatistischen Fragen und der Aufstellung von Betriebsvoranschlägen.
Babo war durch die Wirtschaftskrise der beginnenden 1930er Jahre davon überzeugt, dass ohne strenge Kalkulation der landwirtschaftliche Betrieb unter den veränderten Relationen zwischen Erzeuger- und Produktionsmittelpreisen nicht mehr erfolgreich geführt werden kann. Es wurde ihm aber auch klar, dass sich die starke Besitzzersplitterung in Südwestdeutschland bei fortschreitender Mechanisierung verheerend auf die Kostenentwicklung auswirken muss. Die Entwicklung ging aber rascher voran, als in den 50er Jahren voraussehbar war. So sah sich Babo veranlasst, immer stärker die eigentlichen Grundfragen der Verbesserung der Agrarstruktur in den Vordergrund zu rücken. Es ging jetzt nicht mehr nur um die Zusammenlegung von Flächen, sondern um die Vergrößerung der Betriebe.
Babo schrieb in den 1950er Jahren: „Wir brauchen Maschinen und Geräte, bei denen die menschliche Arbeitskraft mit höchster Produktivität eingesetzt werden kann, und wir müssen die Wirtschaftsflächen diesen Bedürfnissen anpassen“.

## Hauptforschungsgebiete
Nach 1945 befasste sich von Babo zunächst hauptsächlich mit der Flurbereinigung, trat in Karlsruhe in die Flurbereinigungsbehörde des Landes Baden-Württemberg ein, hielt als a. o. Professor Vorlesungen an der TH Karlsruhe und übernahm 1949 den Vorsitz im Ausschuss für Flurbereinigung der DLG.

## Publikationen (Auswahl)
- Bereits 1931 erschien die Schrift Die Zahl im landwirtschaftlichen Betrieb mit dem Untertitel Untersuchung der Möglichkeiten, den landwirtschaftlichen Betrieb zahlenmäßig zu erfassen; es folgte 1933 Der Voranschlag im landw. Betrieb (68 S.).
- 1950 folgte ein Buch über Die betriebswirtschaftlichen Grundlagen der Flurbereinigung.
- Ab Mitte der 1950er Jahre hat von Babo in mehreren Schriften seine Forderung nach wachsenden Betriebsgrößen zu begründen versucht, so z. B. in Landw. Betriebslehre für die Flur-Neuordnung, 1956; Die bäuerliche Familienwirtschaft im Wandel der Zeit, 1957; Wege zur Verbesserung der Agrarstruktur, 1957; Mindestgröße des landwirtschaftlichen Betriebes, 1961.